# Lostine
Lostine és una població dels Estats Units a l'estat d'Oregon. Segons el cens del 2000 tenia 263 habitants.

## Demografia
Segons el cens del 2000, Lostine tenia 263 habitants, 101 habitatges, i 71 famílies. La densitat de població era de 327,6 habitants per km².
Dels 101 habitatges en un 32,7% hi vivien nens de menys de 18 anys, en un 63,4% hi vivien parelles casades, en un 6,9% dones solteres, i en un 29,7% no eren unitats familiars. En el 23,8% dels habitatges hi vivien persones soles el 8,9% de les quals corresponia a persones de 65 anys o més. El nombre mitjà de persones vivint en cada habitatge era de 2,6 i el nombre mitjà de persones que vivien en cada família era de 3,11.
Per edats la població es repartia de la següent manera: un 28,9% tenia menys de 18 anys, un 8% entre 18 i 24, un 23,2% entre 25 i 44, un 26,2% de 45 a 60 i un 13,7% 65 anys o més.
L'edat mediana era de 40 anys. Per cada 100 dones de 18 o més anys hi havia 107,8 homes.
La renda mediana per habitatge era de 31.538$ i la renda mediana per família de 35.536$. Els homes tenien una renda mediana de 31.250$ mentre que les dones 16.667$. La renda per capita de la població era de 13.388$. Aproximadament el 7% de les famílies i el 13,3% de la població estaven per davall del llindar de pobresa.

## Poblacions més properes
El següent diagrama mostra les poblacions més properes.